# Bad Wildungen
Bad Wildungen är en stad i Landkreis Waldeck-Frankenberg i det tyska förbundslandet Hessen. Bad Wildungen, som för första gången nämns i ett dokument från omkring år 800, har cirka 17 000 invånare.

## Administrativ indelning
Bad Wildungen består av 14 Stadtteile.
| - Albertshausen - Altwildungen - Armsfeld - Bad Reinhardshausen - Bad Wildungen - Bergfreiheit - Braunau | - Frebershausen - Hüddingen - Hundsdorf - Mandern - Odershausen - Reitzenhagen - Wega |